# Carpoidea
Die Carpoidea, auch Homalozoa oder Calcichordata genannt, sind eine ausgestorbene Klasse der Stachelhäuter. Sie gehören zu den ältesten Stachelhäutern und sind seit dem mittleren Kambrium in der Fossilüberlieferung nachzuweisen und starben im Devon aus. Insgesamt wurden etwa 60 Gattungen beschrieben.

## Merkmale
Carpoiden sind seltsam unsymmetrisch und weisen weder die für die meisten Tiergruppen typische zweiseitige Symmetrie (Bilateria) noch die den Stachelhäutern eigenen fünf Symmetrieachsen (Pentamerie) auf. Sie haben meist eine unregelmäßig gelappte, kreis-, herz- oder birnenförmige Körperscheibe (Theka) und einen oder zwei lange, gegliederte Körperfortsätze, die als Greiforgan analog zu den Armen der See- oder Schlangensterne oder, alternativ, als Schwanz gedeutet werden. Die Theka wurde einen bis fünf Zentimeter lang und hatte eine flache und eine gewölbte Seite. Die flache wird als Unterseite, die gewölbte als Oberseite gedeutet. Die Theka war durch Kalzitplatten gepanzert, große (Marginalia) saßen an den Seiten, kleine (Centralia) oben und unten. Sie waren mosaikartig angeordnet oder überlappten sich dachziegelartig, so dass die Theka sich ausdehnen und zusammenziehen konnte. Die Körperfortsätze hatten die Länge der Theka oder waren länger. Ob ein Ambulacralsystem vorhanden war, ist umstritten.

## Systematik
Vermutlich sind die Carpoidea eine Sammelgruppe ursprünglicher Stachelhäuter, die in einer frühen Radiation vor der Ausbildung der pentameren Symmetrie der Stachelhäuter entstanden sind. Sie bilden damit kein Monophylum. Die verwandtschaftlichen Beziehungen untereinander sind umstritten. 
Eine kleine Gruppe von Wissenschaftlern vermutete in den Stylophora, einer Gruppe der Carpoidea, die Vorfahren der Chordatiere (Chordata). Sie sehen in dem gegliederten Körperanhang einen Schwanz und in der Theka den Kopf. Die dem Schwanz gegenüberliegende Körperöffnung wird als Mund, porenartige Öffnungen zu beiden Seiten des Körperanhangs werden als Kiemen interpretiert. Diese als Calcichordaten-Theorie bekannte Hypothese stieß auf viel Widerspruch, unter anderem, weil in der chinesischen Chengjiang-Faunengemeinschaft chordatierähnliche Arten gefunden wurden, die älter als die Stylophora sind.

## Untertaxa
- Ctenocystoidea (mittleres Kambrium)
- Soluta (Homostelea) (mittleres Kambrium bis Devon)
- Cincta (Homoiostelea) (mittleres Kambrium)
- Stylophora (mittleres Kambrium bis mittleres Ordovizium)
  - Cornuta
  - Mitrata